# Neophocaena asiaeorientalis
La marsopa lisa (Neophocaena asiaeorientalis) es una especie de marsopa, endémica de la región occidental del río Iang-tsé en China, que ha sido recientemente aceptada como especie por la Unión Internacional para la Conservación de la Natura (IUCN en inglés). 
Después de la extinción del delfín de río chino y el decrecimiento rápido de la población de marsopa, el gobierno chino, con la colaboración de agencias dedicadas a la conservación global como el Fondo de Flora y fauna Mundial y la IUCN, ha clasificado esta especie como protegida para asegurar su supervivencia. 

## Distribución
La marsopa lisa se encuentra generalmente en el río Iang-Tsé y es la única especie de marsopa de agua dulce. Aun así, debido al desarrollo que ha sufrido el río durante los últimos años, su hábitat se encuentra restringido en el canal de río principal y a sus dos lagos más grandes, el Poyang y el Dongting.
Hay dos subespecies de marsopa lisa, y las dos habitan las áreas costeras de China, las Islas Penghu y la costa de Vietnam, incluyendo la Bahía de Halong. Se cree que las islas Matsu son su límite geográfico al norte y la población local en esta área es físicamente más pequeña que la marsopa sin aleta (Neophocaena phocaenoides).

## Descripción
La marsopa lisa destaca por la ausencia de una aleta dorsal auténtica, en su lugar cuenta con una cresta baja y estrecha cubierta de piel gruesa y varias líneas de tubérculos minúsculos. Otra característica de este animal es la cabeza, la cual es inusualmente puntiaguda comparada con otras marsopas. Su dentadura consta de quince a veintiún dientes en cada mandíbula un número que también es menor comparado con el de otras especies. 
Los especímenes pueden llegar a crecer hasta 2,27 metros de longitud y a pesar hasta 71 kg, aunque la mayoría suelen ser más pequeños. Normalmente los adultos adoptan una longitud de más de 1,55 metros y pesan entre 30 a 45 kg. Las aletas representan el 20 % de la longitud total del cuerpo. Estos cetáceos son típicamente de color gris, a pesar de que hay una gran diversidad gracias a la presencia de manchas de color más claro en la boca o más oscuras delante las aletas frecuentemente. Los recién nacidos, en cambio, son mayoritariamente negros y de color gris alrededor del área dorsal pero, durante su desarrollo, pasan a ser plenamente grises hasta llegar al estadio adulto. También se describe variabilidad del color en los neonatos de regiones más occidentales donde presentan un color gris claro y van oscureciéndose a medida que envejecen.

### Anatomía
La anatomía de la marsopa lisa ha sido muy estudiada, siendo comparada con otras especies de cetáceos. Los tubérculos a lo largo de la región dorsal tienen un gran número de terminaciones nerviosas que llevan a cabo funciones sensoriales. El sistema auditivo también aparece muy desarrollado, con abundantes fibras nerviosas especializadas para permitir una comunicación rápida entre las orejas y el cerebro. Debido a la nubosidad del río Iang-Tsé, la vista de estos cetáceos es pobre puesto que constan de una lente reducida y de un número escaso de fibras en el nervio óptico y en la inervación de los músculos que mueven los globos oculares comparado con la marsopa sin aleta (Neophocaena phocaenoides). Aun así, se especula que su visión es ligeramente mejor que la del delfín de río chino.
Su esqueleto es ligero, representando solo un 5 % del peso total del animal. La columna vertebral contiene entre 58 y 65 vértebras, la mitad de ellas localizadas en la cola. En total, presentan 44 pares de nervios espinales. Las primeras tres vértebras cervicales se encuentran fusionadas formando una estructura única, cosa que reduce la flexibilidad del cuello pero, al mismo tiempo incrementa la estabilidad dentro del agua. Las costillas salen de los laterales de la columna y pueden variar en número desde diez a catorce pares en el pecho. Adicionalmente se puede encontrar un conjunto de costillas vestigiales situadas en el cuello, en asociación con la séptima vértebra cervical.
Como todas las marsopas, tienen dientes con forma de pala, diseñadas para comer gambas y peces pequeños. El conducto nasal contiene nueve o diez sacos de aire y detrás de estos se encuentra un conjunto adicional de sacos vomeronasales. La tráquea es corta con solo cuatro anillos cartilaginosos. El estómago tiene tres sacos, no hay ciego, y no se aprecia ninguna diferencia entre el intestino delgado y el grueso.
La madurez sexual se cree que se logra cuando el individuo ya tiene alrededor de seis años de vida. La gestación es aproximadamente de un año, con una única cría por embarazo la cual es amamantada durante más de seis meses.

## Interacciones con seres humanos

### Amenazas

#### Pesca
La pesca accesoria puede ser un factor de la decadencia actual de la población de marsopas, así como la pesca ilegal donde se usan engranajes peligrosos, que son ampliamente utilizados en el río Iang-Tsé.
Una encuesta a gran escala concluyó que la pesca accesoria había disminuido, sugiriendo que probablemente la pesca con engranajes peligrosos puede ser la causa primaria des la disminución de la población de marsopa lisa.

#### Desarrollo
El aumento del tráfico, la contaminación y la degradación del hábitat del río ha contribuido a la reducción de la población debido a la mortalidad asociada con colisiones con barcos que ha aumentado sustancialmente en estos últimos años, en comparación con la mortalidad por pesca accesoria. El aumento del tráfico de barcos puede ocasionar la muerte de individuos por golpes de hélice y, paralelamente, el ruido puede enmascarar la capacidad de las marsopas para comunicarse las unas con las otras, obstaculizando su biosonar, lo que compromete su alimentación y locomoción. 
Por otro lado, la extensa extracción de arena de los lechos del río y los lagos ha destruido el hábitat de las marsopas, participando también la contaminación medioambiental. Actualmente hay cuatrocientos millones de habitantes a lo largo del río así como miles de fábricas, que causan la liberación al río de grandes cantidades de aguas residuales domésticas, residuos agrícolas e industriales. Este problema se ve acentuado en los lagos Dongting y Poyang.  Aun así, el impacto sobre la población de marsopas no ha sido probada. En abril del 2004 murieron cinco marsopas en una sola semana debido a exposiciones a corto plazo a pesticidas, posiblemente en combinación con exposiciones de largo plazo a mercurio y cromo.
La construcción de presas genera efectos importantes sobre la ecología del río y de los lagos inhibiendo la conexión entre estos. Particularmente, la Presa de las tres Gargantas ha alterado, y continuará alterando, las condiciones del río y sus lagos conectados y la construcción de la Presa de lago Poyang podría dañar severamente la población restante.

### Conservación
Neophocaena asiaeorientalis es considerada una especie en riesgo de extinción. Muchas especies animales en esta categoría tienden a disminuir su tasa de desaparición. En este caso no es así y continúa aumentando cosa que se vio reflejada en su población entre los años 2006 y 2012 cuando el número de cetáceos se redujo a la mitad. Debido a esta reducción, la organización Fondo mundial para la Naturaleza elaboró un estudio donde se determinó que la tasa de decadencia de la especie llegó a un 13,7 % de desapariciones por año. Al 2014 se reportaron solo 505 individuos colonizando el río. En las costas de las localidades de Ezhou y Zhemjiang la densidad de población de marsopas era aún más alarmante. 
Con el objetivo de proteger la especie de la extinción, el Ministerio de Agricultura de la China catalogó el cetáceo como Animal Salvaje Protegido de Clave Nacional, la clasificación más estricta de la ley en la cual se impide perjudicar a las marsopas. Las medidas de protección a la reserva natural Tian-e-Zhou Oxbow han conseguido aumentar la población de cetáceos de cinco a cuarenta en veinticinco años. El Instituto de Hidrobiologia Wuhan de la Academia China de Ciencias ha estado trabajando con el Fondo Mundial de la Vida Silvestre para asegurar el futuro de esta especie y ha colocado cinco marsopas en otra área muy protegida, He-wang-miao Oxbow.
Se han establecido cinco reservas naturales protegidas en zonas con la mayor densidad de población y con altas tasas de mortalidad, y se han empleado medidas para prohibir la navegación y la utilización de equipos y técnicas de pesca nocivos en estas zonas. También se han realizado esfuerzos para estudiar biología de las marsopas para ayudar a reforzar la conservación mediante la reproducción en cautividad. 
En el delfinario Baiji se estudian factores conductuales y biológicos que afectan a la reproducción de las marsopas, específicamente se estudian como afectan los cambios estacionales en las hormonas y el comportamiento reproductivo.

### En cautividad
Generalmente, las marsopas en cautividad se han mantenido dentro de Japón (donde hay 49 individuos), así como en la China (donde  encontramos 11) y en Indonesia (en que como mínimo  viven 2). En Japón hay tres establecimientos designados para la cría donde se registraron cinco nacimientos aunque solo dos sobrevivieron. Este éxito demostró que hay opciones para la conservación de la especie.